# Yamashiro-den
Le Yamashiro-den (山城伝) désigne une des cinq traditions de forge japonaise pendant la période Koto (fin de l'ère Heian à début Momoyama). Cette tradition rassemble différentes écoles réputées, dont les styles et techniques sont souvent proches.

## École Aoe (青江)

### Ko-Aoe: Fin Heian - Milieu Kamakura
- Caractéristiques générales :

- Sugata :　la forme du tachi suit la mode générale. Courbure est une forte koshi-zori.
- Jihada : chirimen-hada est une spécialité. On peut parfois trouver des sumigane (acier à l'apparence noire). De même, on trouve des hamon en mokume-hada avec des ji-nie et des chikei. Lorsque le style est un mélange des traditions Bizen et Yamshiro, le jihada est un fin mokume-hada avec o-hada, et quelques chikei ou utsuri.
- Hamon : la ligne de trempe est typique de la tradition Yamashiro mais avec plus de nioi suivant la tradition de Bizen. La forme est midare basé sur suguha avec ashi et yo. On retrouve des hamon en chu-suguha avec beaucoup d'activité (nie, kinsuji, inazuma).
- Bôshi : midari kome ou suguha avec un kaeri court.
- Forgerons : Yasutsugu (安次), Moritsugu (守次), Sadatsugu (貞次), Tsunetsugu (恒次), Tsuguie (次家), Noritaka (則高), Masamune (正恒), Tsuneto (常遠), Morito (守遠)

### Chu-Aoe: Milieu Kamakura - Fin Nambokuchô
- Caractéristiques générales :

- Sugata : les formes sont typiques de l'époque. Beaucoup de lames ont été raccourcies plus tard, et transformées en nagamaki naoshi. Les tantô ont principalement deux formes : la forme standard avec uchi-zori et le ko-wakizashi avec saki-zori et hira-zukuri.
- Jihada : fin mokume-hada avec o-hada. On trouve aussi quelques utsuri et sumigane.
- Hamon : les lignes de trempe sont identiques à l'école Ko-Aoe avec un mélange de Yamashiro et Bizen. On trouve saga choji midare, suguha avec saka ashi et saka ashi.
- Bôshi : Aoe-bôshi, la pointe est inclinée vers le mune.
- Forgerons : Chikatsugu (親次), Hidetsugu (秀次), Yoshitsugu (吉次), Naotsugu (直次), Tsuguyoshi (次吉), Tsugunao (次直), Moritsugu (守次), Ietsugu (家次), Tamenori (為則), Kunitsugu (国次), Tsunetsugu (恒次), Nagatsugu (長次), Shigetsugu (重次).

### Sue-Aoe: Muromachi
- Caractéristiques générales : école active pendant l'ère Nambokuchô, mais de moins bonne qualité que les écoles précédentes. En général, le jigane est dur.

- Hamon : suguha, gunome midareou koshi-no-hiraita midare. On trouve aussi l'activité yaki kuzure.

## École Ayanokoji　(綾小路)
Fondateur : Sadatoshi (定利). Province de Ayanokoji.
- Caractéristiques générales : 
- Sugata : les tachi sont minces avec un ko-kissaki
- Jihada : ko-mokume-hada combiné avec masame-hada, beaucoup de ji-nie, de chikei et de yubashiri
- Hamon : ko-choji midare avec beaucoup d'activité (kinsuji et inazuma)
- Bôshi : ko-maru, nie-kuzure, kaen et yakitsume
- Forgerons : Sadatoshi (定利), Sadayoshi (定古), Nagamasa (永昌)

## École Awataguchi (粟田口)
Fondateur : Kuniie (国家). École regroupant d'excellents forgerons située à Awataguchi. Les Tantō de cette école sont considérés par les japonais comme les meilleurs de tous les temps. D'après le Dr. Honma Junji, Hisakuni est le meilleur forgeron de l'école, suivis de près par Kuniyoshi et Yoshimitsu. Yoshimitsu fait partie des Nihon San Saku (Trois Artisans du Japon), un trio considéré par Toyotomi Hideyoshi comme représentant le pinacle de la forge japonaise (les deux autres sont Go Yoshihiro et son maître, Masamune). 
- Caractéristiques générales : 
- Sugata : style très proche du style de l'école Sanjo.
- Jihada : nashiji-hada de très bonne qualité. Mokume-hada avec des chikei et parfois des yubashiri
- Suguha-hotsure, suguhacombiné à cho-choji midare. Beaucoup d'activité comme nie, kinsujiet inazuma
- Bôshi : ko-maru et o-maru, court kaeri avec parfois de l'activité.
- Forgerons : Kuniyori (国頼), Kuniie (国家), Kunitomo (国友), Hisakuni (久国), Kuniyasu (国安), Kunikiyo (国清), Arikuni (有国), Kunitsuna (国綱), Kuniyoshi (国吉), Kunimitsu (国光)
- Sabres célèbres : l'école Awataguchi a produit un certain nombre de lames fameuses (Meitō 名刀) au Japon, chacune étant suffisamment remarquable pour avoir son propre nom, parmi lesquels : Nakigitsune (renard en pleurs 鳴狐), Ichigo Hitofuri (一期一振), Namazuo Tōshirō (鯰尾藤四郎), Honebami Tōshirō (骨喰藤四郎), Hirano Tōshirō (平野藤四郎), Atsu Tōshirō (厚藤四郎), Maeda Tōshirō (前田藤四郎), Akita Tōshirō (秋田藤四郎), Midare Tōshirō (乱藤四郎), Yagen Tōshirō (薬研藤四郎) et enfin Gokotai (Cinq Tigres en Déroute 五虎退). Ce dernier ainsi que tous les Tōshirō sont des Tantō. Gokotai est particulièrement célèbre pour une légende dans laquelle un ambassadeur japonais l'utilise pour faire fuir cinq tigres en train de l'assaillir. Entré plus tard en possession de l'Empereur Meiji, celui-ci ayant entendu d'un expert que Gokotai était encore supérieur à sa réputation, le monarque s'exclama qu'il devrait bien pouvoir mettre en déroute une dizaine de tigres avec !

## École Enju　(延寿)
Fondateur : Kunimura (国村) fils de Hiromura (弘村)

### École Ko-Enju
- Caractéristiques générales :

- Jihada : fin ko-mokume hada avec masame hada et chikei
- Hamon : chu-suguha combiné à hotsure, ko-midare et kko-choji midare. Présence d'activité : ashi, kinsuji et inazuma.
- Bôshi : ko-maru avec beaucoup de nie
- Forgerons : Kuniyasu (国泰), Kunisuke (国資), Kunitoki (国時), Kunitomo (国友)

### École Chu-Enju
- Caractéristiques générales :

- Sugata : style suivant la mode de la période, mais on trouve parfois un o-kissaki
- Jihada : identique à l'école Ko-Enju
- Hamon : proche du style de Rai Kunitoshi mais avec moins de nie et d'activité.
- Bôshi : ko-maru et ko-midare
- Forgerons : Kuniyoshi (国吉), Kunikiyo (国清), Kunitsuna (国綱), Kunifusa (国房), Kunishige (国重)

### École Sue-Enju
- Caractéristiques générales : possède les caractéristiques de la tradition Yamato.

- Hamon : chu-suguha
- Forgerons :

## École Rai (来)
Fondateur : Kuniyoshi (国吉). Active à partir du milieu Kamakura. Particulièrement représentative de la tradition Yamashiro
- Caractéristiques générales :
- Forgerons : Kuniyoshi (国吉), Kuniyuki (国行), Kunitoshi (国俊), Ryōkai (了戒), Kunimitsu (国光), Kunitsugu (国次), Chudo Rai Mitsukane (中島来国長), Kunisue (国末), Kunizane (国真), Tomokuni (倫国), Kuniyasu (国安), Nakajima Rai Kuninaga (中島来国長)

## École Ukai
- Caractéristiques générales : 
- Sugata : suit les tendances de la période.
- Jihada : mokume-hada combiné à masame-hada, présence d' utsuri.
- Hamon : chu-suguha combiné à ko-choji midare, ko midare et saka ashi.
- Bôshi : midare komi ou notare komi.
- Forgerons : Unjo (雲生), Unji (雲次), Unju (雲重)